# Седов, Анатолий Иванович
Анато́лий Ива́нович Седо́в (1 ноября 1924, Москва — 2006, Москва) — советский волейболист, игрок сборной СССР (1950). Чемпион Европы 1950, двукратный чемпион СССР. Нападающий. Мастер спорта СССР (1950).
Выступал за команду «Динамо» (Москва). В её составе: двукратный чемпион СССР (1948, 1951), серебряный (1950, 1952, 1953) и бронзовый (1949) призёр союзных первенств, обладатель Кубка СССР (1950—1952).
В составе сборной СССР в 1950 году стал чемпионом Европы.
В 1962—1965 годах — начальник отдела волейбола Спорткомитета СССР.